# The Mystery Road
The Mystery Road é um filme dramático britânico de 1921 dirigido por Paul Powell . Alfred Hitchcock é creditado como designer de intertítulo. Atualmente é considerado um filme perdido.

## Elenco
- David Powell - Gerald Dombey
- Nadja Ostrovska - Myrtile Sargot
- Pardoe Woodman - Christopher foi
- Mary Glynne - Lady Susan Farrington
- Ruby Miller - Vera Lypashi
- Percy Standing - Luigi
- Lewis Gilbert - Jean Sargot
- Tripé Irene - Viúva Dumesnel
- Lionel d'Aragon - Pierre Naval
- Arthur M. Cullin - Conde de Farrington
- Judd Green - The Vagabond (como R. Judd Green)